# ByteDance
ByteDance Ltd. (kinesisk: 字节跳动; pinyin: Zìjié Tiàodòng) er en kinesisk - britisk udvikler af af internetplatforme med hovedkvarter i Beijing og registreret på Caymanøerne.
Virksomheden blev etableret af Zhang Yiming i 2012. Deres produkter omfatter TikTok, Toutiao og Lark.